# I Get a Kick Out of You
"I Get a Kick Out of You" é uma canção de Cole Porter, que foi cantada pela primeira vez em 1934 na Broadway durante o musical Anything Goes e depois na adaptação cinematográfica de 1936. Originalmente cantada por Ethel Merman, teve versões cantadas por dezenas de artistas proeminentes, incluindo Frank Sinatra, Dolly Parton, Ella Fitzgerald, e Tony Bennett com Lady Gaga. Um cover por Mel Tormé em 1995 ganhou o Grammy Award de 1996 para Melhor Arranjo Instrumental com Acompanhamento de Vocal para o arranjador Rob McConnell enquanto a versão de Bennett e Gaga foi indicada para três prêmios no Grammy Awards de 2022.

## Versão de Tony Bennett e Lady Gaga

### Antecedentes e composição
Tony Bennett e Lady Gaga gravaram uma versão da música para seu segundo álbum colaborativo, Love For Sale. Foi lançado como o primeiro single do álbum em 3 de agosto de 2021, para varejistas digitais. As sessões de gravação da música ocorreram em Electric Lady Studios no centro da cidade de Nova Iorque. AARP the Magazine revelou que Bennett era uma "presença consideravelmente mais silenciosa durante a gravação do novo álbum com Gaga", como ele foi diagnosticado com Doença de Alzheimer em 2016, antes do início das sessões.

### Recepção crítica
Jon Blistein da Rolling Stone descreveu a música como "deliciosamente clássica" e pensou que "os dois vocalistas exalam muita química". Heran Mamo da Billboard opinou que enquanto a "parte do primeiro verso de Gaga faz qualquer coisa além de nos deixar totalmente frios", os "vocais lindamente roxos de Bennett deixam seu homólogo emocional", e pensou que "a banda completa dá uma nova vida à melodia clássica de Cole Porter". Helen Brown do The Independent pensou que a música gira em torno de "a apreciação mútua" da dupla um pelo outro, "em que Bennett prega o esquema de rima interno vertiginoso." Neil McCormick do The Daily Telegraph diz que Gaga e Bennett soam mais felizes no álbum quando eles estão "mergulhandos no jogo de palavras espirituosas" de "I Get a Kick Out of You" e "You're the Top". Alexis Petridis do The Guardian disse que a música era evidência de que a condição de saúde de Bennett não parecia afetar a química entre a dupla. Athena Serrano da MTV falou que "Bennett não deixa de entregar seus vocais fortes, mesmo aos 95 anos." Ao revisar o álbum, Robin Murray do Clash escreveu que "Love For Sale depende da química elegante entre os dois, suas performances ágeis alimentando uma reviravolta posterior em 'I Get a Kick Out of You'." A canção foi indicada para Música do ano e Melhor Performance Pop Duo / Grupo no 64º Grammy Awards.

### Videoclipe
O videoclipe que o acompanha estreou na MTV em 6 de agosto. Começa com Bennett dizendo "tudo pronto", e Gaga rindo e afirmando que "Tony está sempre pronto". Em seguida, mostra Bennett e Gaga gravando a música, enquanto eles sorriam um para o outro e se abraçam várias vezes emocionalmente. Gaga aparece usando um vestido preto simples, enquanto Bennett usa um terno azul e gravata. O vídeo mostra Bennett estalando os dedos, emprestando vários polegares para o processo instrumental e piscando para Gaga. Em um momento do vídeo, Gaga descansa a cabeça no ombro de Bennett, enquanto outra parte mostra um close de Gaga, revelando lágrimas em seus olhos. O vídeo teve uma recepção positiva, com os críticos chamando-o de "emocionante", "sentimental" e " doce". Recebeu uma nomeação na ctegoria Melhor Vídeoclipe no 64º Grammy Awards.

### Histórico de lançamento
| Regiao | Data                   | Formato (s)                | Gravadora (s)       | Ref.   |
| ------ | ---------------------- | -------------------------- | ------------------- | ------ |
| Varios | 3 de agosto de 2021    | Digital download streaming | Columbia Interscope | [ 1 ]  |
| Italia | 17 de setembro de 2021 | Radio airplay              | Universal           | [ 16 ] |

## Outros covers
- Em 1968, o cantor schlager Hildegard Knef lançou uma versão da música com letras alemãs de Mischa Mleinek chamada "Nichts haut mich um, aber du"("nada me bate além de você").[17]

- Em 1974, o cantor australiano Gary Shearston lançou uma versão 'estilo anos 20/30'. Emitido no Charisma Label e entrou nas tabelas musicais do Reino Unido em 5 de outubro de 1974, e por uma semana ficou em uma posição de pico em No. 7.